# 1372
Cette page concerne l'année 1372  du calendrier julien. Pour l'année 1372 av. J.-C., voir 1372 av. J.-C.
L'année 1372 est une année bissextile qui commence un jeudi.

## Événements
- Début du règne de Néouya-Maryam, roi d’Éthiopie (fin en 1382). Il règne en paix car les musulmans de l’Ifat sont divisés par des querelles de succession[1].

- Les Chinois franchissent la frontière mongole mais sont écrasés dans la région de la Toula par le grand khan Ayourchiridhara[2].

### Europe
- 28 mars : paix entre le comte de Flandre et le roi d'Angleterre[3].
- 22 - 23 juin : les Castillans détruisent la flotte anglaise au large de La Rochelle[3]. Début du siège de La Rochelle par les Français.
- 10 juillet : traité de Tagilde. Jean de Gand, époux de Constance de Castille, revendique le trône de Castille et fait un accord avec Ferdinand Ier de Portugal contre la Castille et la France[4].
- 19 juillet : traité secret de Westminster entre Jean IV de Bretagne et Édouard III d'Angleterre[3]. Il est découvert en octobre par les Français.
- 7 août : Du Guesclin prend Poitiers[5].
- 22 - 23 août : victoire de Du Guesclin sur les Anglais devant Soubise[6].
- 27 août : le pape sanctionne la paix signée entre Frédéric III de Sicile et Jeanne Ire de Naples. La Sicile devient indépendante de Naples sous le nom de royaume de Trinacria[7].
- 8 septembre : reddition de La Rochelle et Angoulême[6].
- 20 septembre : reddition de Saint-Jean-d'Angély[6].
- 24 septembre : reddition de Saintes[6].
- 5 octobre : le Prince Noir renonce à la principauté d'Aquitaine[8].
- 6 novembre : nouvel échec d’Olgierd de Lituanie devant Moscou[9].
- Décembre : Henri II de Castille envahit le Portugal après que le mariage entre Ferdinand Ier de Portugal et Éléonore Teles de Menezes soit rendu public[10].